# Барятинский, Анатолий Иванович
Князь Анато́лий Ива́нович Баря́тинский (3 [15] августа 1821,
Ивановское — 9 [21] ноября 1881, Санкт-Петербург) — русский военный из княжеского рода Барятинских, генерал-адъютант (1866), генерал-лейтенант (1867), участник Венгерской, Крымской и Польской войн. Командир лейб-гвардии Преображенского полка. За боевое отличие в период обороны Севастополя был награждён Золотой саблей (1855).

## Биография

### Происхождение
Родился 3 [15] августа 1821 в усадьбе Марьино села Ивановское Льговского уезда Курской губернии. Принадлежал к аристократическому роду Барятинских. Его отец, тайный советник князь Иван Иванович Барятинский (1767—1825), был одним из состоятельнейших людей России, унаследовав многочисленные имения и около тридцати пяти тысяч крепостных душ. В 1813 году он сочетался браком с 20-летней баварской графиней Марией Келлер (1792—1858), племянницей российского фельдмаршала Петра Витгенштейна.
Анатолий Барятинский приходился внуком генерал-поручику князю Ивану Сергеевичу Барятинскому, правнуком — генерал-аншефу князю Ивану Фёдоровичу Барятинскому и генерал-фельдмаршалу герцогу Петру Гольштейн-Бекскому.
Братья Анатолия: Александр (1815—1879; генерал-фельдмаршал), Владимир (1817—1875; генерал-лейтенант) и Виктор (1823—1904; капитан 1-го ранга, первый офицер в Крымской войне, удостоенный золотой сабли с надписью «За храбрость»).

### Служба
Образование получил в Пажеском корпусе. 31 августа 1839 года произведён в прапорщики и определён в конно-артиллерийскую легкую № 11-го батарею. 22 января 1845 года переведён в лейб-гвардии Конную артиллерию. Вскоре назначен адъютантом к военному министру князю Чернышёву, а в 1852 году — к военному министру князю Долгорукову.
В 1849 году был командирован в действующую армию, участвовал в военной кампании в Венгрии. Состоял при третьем корпусе графа Ф. В. Ридигера, выполняя обязанность наблюдателя за исправным доставлением боевых и продовольственных запасов для войск. Позже состоял в отряде генерала Г. Х. Засса, участвовал в сражениях под Ваценом и Дебреценом. За храбрость был удостоен ордена Святого Владимира 4-й степени c бантом.

С 1854 года — участник Крымской войны, находился в составе войск, действовавших на Дунае, затем семь месяцев провел на передовых укреплениях Севастополя, участвуя в его обороне. Состоя в чине штабс-капитана адъютантом военного министра, 10 апреля 1855 года был пожалован во флигель-адъютанты, а 2 сентября того же года произведён в чин полковника. 13 апреля 1855 года был награждён золотой саблей с надписью «За храбрость»: 
За боевые отличие и храбрость проявленные в Восточной (Крымской) войне
В 1856 году был назначен командиром лейб-гвардии 2-го стрелкового батальона. В 1857 году был удостоен ордена Святого Владимира 3-й степени. 6 декабря 1859 года высочайшим приказом был назначен командиром старейшего полка русской гвардии — лейб-гвардии Преображенского. 17 апреля 1860 года был произведён в генерал-майоры с зачислением в Свиту Его Императорского Величества.
В июле 1863 года командирован со своим полком для участия в усмирении польского восстания. В августе — октябре того же года во главе отряда из нескольких рот преображенцев и подразделений гвардейской кавалерии занимался поиском и поражением отрядов польских инсургентов на территории Виленской и Августовской губерний. В сентябре — октябре также являлся временным военным начальником Сейнского уезда. За отличия в делах против мятежников был пожалован в 1863 году орденом Святой Анны 1-й степени с мечами; 30 августа 1865 года награждён императорской короной к этому ордену.
6 августа 1866 года высочайше был назначен генерал-адъютантом и 30 августа 1867 года произведён в генерал-лейтенанты, с отчислением от командования Преображенским полком и зачислением по гвардейской пехоте. С 7 марта 1869 года числился в списках лейб-гвардии Преображенского полка и лейб-гвардии Царскосельского стрелкового батальона. 22 сентября 1878 года был удостоен ордена Святого Владимира 2-й степени.
Скончался 9 [21] ноября 1881 в Санкт-Петербурге и 28 ноября 1881 года высочайшим приказом исключён из списков гвардейских полков в связи со смертью.

По словам писателя В. А. Инсарского: 
Князь Анатолий Барятинский был человек сердечный, простоты и человечности в нём было гораздо больше, чем в других его братьях.

Но при этом по словам князя П. В. Долгорукова: 
Князь был человек самый пустейший и промотал всё свое состояние. Он жил в долгу как в шелку. Император Александр II неоднократно платил его долги, но князь, не имея гроша в кармане, продолжал мотать деньги беспрерывно. Несколько лет сряду он в Петербурге давал на Масленице завтраки с танцами, а когда командовал в Царском Селе стрелковым батальоном, приезжал вечером в Петербург в оперу в особом поезде, заказанном на железной дороге исключительно для себя. Эта роскошь, которой не позволяли себе и люди, имеющее хорошее состояние, стоила ему по сорока рублей серебром на вечер.

## Награды
За период своей службы Барятинский был удостоен девяти российских и четырёх иностранных наград:

### Российские награды
- Орден Святой Анны 3-й степени (1845)
- Орден Святого Владимира 4-й степени с бантом (10.09.1849)
- Орден Святой Анны 2-й степени (1854)
- Золотая сабля с надписью «За храбрость» (13.04.1855)
- Императорская корона к ордену Святой Анны 2-й степени (26.08.1856)
- Орден Святого Владимира 3-й степени (30.08.1857)
- Знак отличия беспорочной службы за XV лет (1858)
- Орден Святого Станислава 1-й степени (30.08.1862)
- Орден Святой Анны 1-й степени с мечами (1863)
- Императорская корона к ордену Святой Анны 1-й степени с мечами (30.08.1865)
- Орден Святого Владимира 2-й степени (22.09.1878)

### Иностранные награды
- Австрийский орден Железной короны 3-й степени (10.02.1850)
- Прусский орден Короны 2-й степени со звездой (30.12.1861)
- Прусская медаль в память коронации короля Прусского (1862)
- Нидерландский орден Дубовой короны, большой крест (2.06.1871)

## Семья
Жена (с 1842 года) — Олимпиада Владимировна Каблукова (08.07.1821—01.06.1904), дочь генерал-лейтенанта В. И. Каблукова. Родилась в Петербурге, крещена 2 августа 1821 года в Симеоновской церкви при восприемстве дяди Платона Каблукова, майорши Олимпиады Александровны Каблуковой, в честь которой получила свое имя, и девицы Клеопатры Александровны Толбугиной; фрейлина двора (1838). В родословных росписях числится внучкой графа П. В. Завадовского, но в свете считали биологическим отцом её матери, Татьяны Петровны Завадовской, князя И. И. Барятинского. Это было известно княгине М. Ф. Барятинской, поэтому она не хотела, чтобы её сын женился на своей родной племяннице и долго препятствовала его свадьбе, но наконец, хотя и трудом, согласилась. Одна из сплетниц-современниц писала о молодоженах Барятинских:
 «Это очень интересная пара, оба молоды, красивы и страстно влюблены друг в друга. Но как в сей жизни полного счастия не бывает, то на беду оба они больны. На него особенно тяжело глядеть, потому как говорят, что он решительно чахоточный. Их посылают заграницу, и они едут через несколько дней».
 Княгиня Олимпиада Барятинская была известной красавицей и кокеткой, «чрезвычайно нежного, деликатного телосложения». Считалась одной из первых львиц петербургского общества и постоянно была окружена толпой поклонников. Император Александр II в бытность свою цесаревичем был ею увлечен и часто посещал по утрам.
Согласно отзыву Петра Долгорукова, княгиня Барятинская являла собою «пример, впрочем, не единственный в Петербурге, смеси глупости с хитростью самою пронырливой; никто лучше неё не знал, с кем для выгод её полезнее поговорить, улыбаться, любезничать. Весьма красивая лицом, но без всякого образования, она соединяла в себе всю пошлость горничной с самыми забавными притязаниями на разыгрывание роли знатной дамы. Разговор её не отличался разнообразием, был пошл и скучен. Когда умер Николай I, то княгиня Олимпиада Владимировна до того повторяла всем одну и ту же фразу: „Это наш общий отец умер“, что её прозвали траурным попугаем». Ф. И. Тютчев считал княгиню «несуразным созданием», по его мнению, она была «столь законченной в своей ничтожности, что не подозревала, какое смешное впечатление производит на окружающих». Последние годы почти постоянно жила в Италии. Умерла 1 июня 1904 года в Венеции. В браке имела детей:
- Владимир (1843—1914) — генерал-адъютант, генерал от инфантерии, состоял при вдовствующей императрице Марии Фёдоровне.
- Александр (1846—1914) — генерал от инфантерии, военный губернатор Дагестанской области.
- Мария (08.09.1857[23] — ?), родилась в Петербурге, крещена 17 октября 1857 года в церкви Воскресения Христова в Царском Селе при восприемстве Александра II и императрицы Александры Фёдоровны.